# Plestiodon skiltonianus
Plestiodon skiltonianus is een hagedis uit de familie skinken (Scincidae).

## Naamgeving en taxonomie
De soort werd voor het eerst wetenschappelijk beschreven door Baird en Charles Frédéric Girard in 1852. Oorspronkelijk werd de naam Plestiodon skiltonianum gebruikt. De soort behoorde lange tijd tot het geslacht Eumeces maar dit wordt beschouwd als verouderd. De soortaanduiding skiltonianus een eerbetoon aan Dr. Avery J. Skilton, die exemplaren van de skink verzond aan Baird en Girard, de beschrijvers van de soort.
Samen met Gilbert's skink (Plestiodon gilberti) en de soort Plestiodon lagunensis, vormt Plestiodon skiltonianus de zogenaamde skiltonianusgroep, een groep van soorten die op DNA-niveau enkele belangrijke overeenkomsten vertoont. Hier is echter nog geen volledige duidelijkheid over.

### Ondersoorten
Er zijn vier ondersoorten die allemaal een iets ander verspreidingsgebied hebben.
| Naam                                    | Auteur               | Verspreidingsgebied                                                                  |
| --------------------------------------- | -------------------- | ------------------------------------------------------------------------------------ |
| Plestiodon skiltonianus brevipes        | Cope, 1900           | ?                                                                                    |
| Plestiodon skiltonianus interparietalis | Tanner, 1957         | VS (Californië), Mexico (Baja California)                                            |
| Plestiodon skiltonianus skiltonianus    | Baird & Girard, 1852 | Canada (Brits-Columbia), VS (Californië, Idaho, Montana, Nevada, Oregon, Washington) |
| Plestiodon skiltonianus utahensis       | Tanner, 1957         | VS (Arizona, Idaho, Montana, Nevada, Utah)                                           |

## Uiterlijke kenmerken

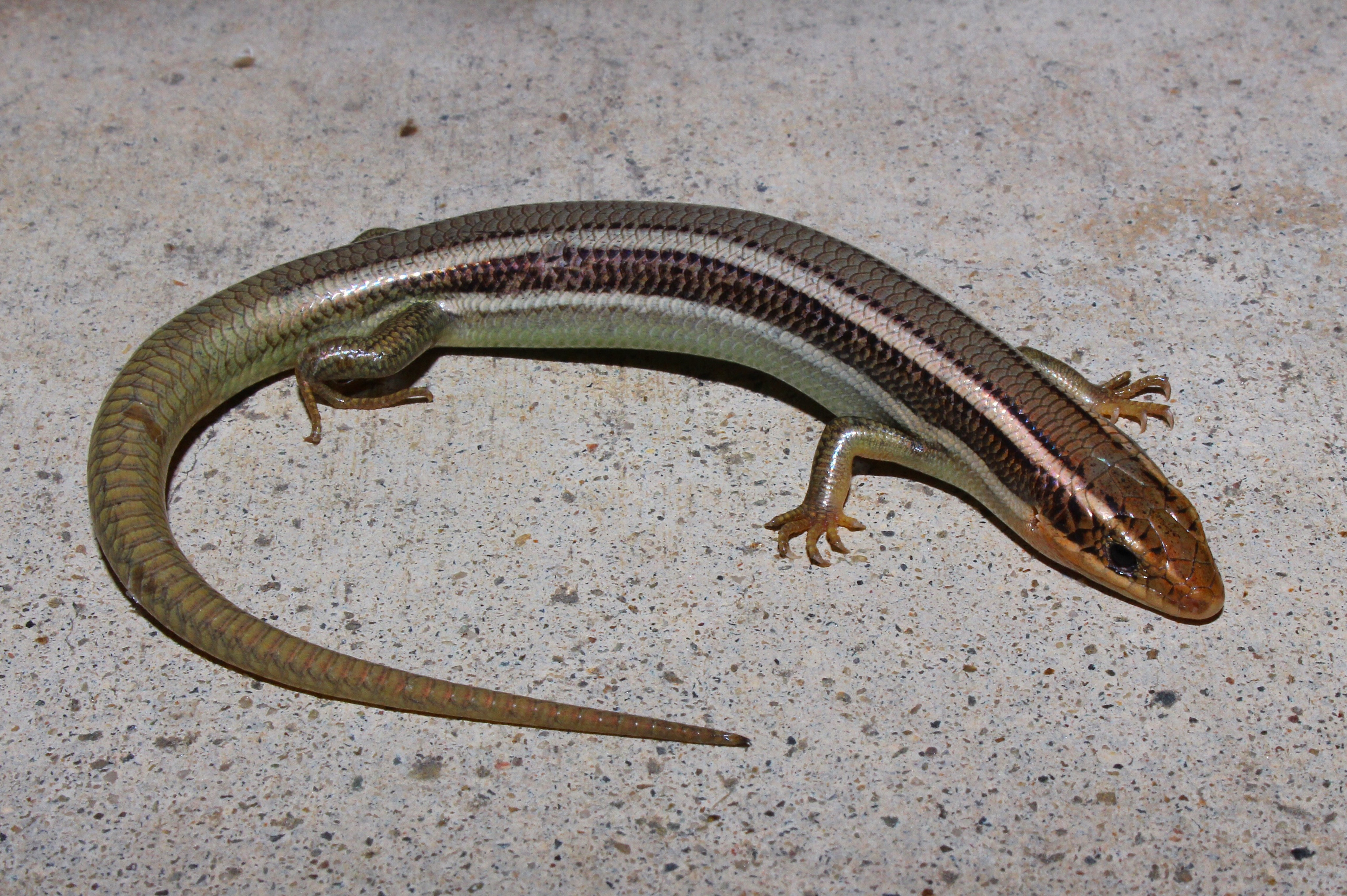
Exemplaar uit Californië

Plestiodon skiltonianus is een vrij kleine soort met een dun lichaam en een smalle kop. De skink bereikt een lichaamslengte van ongeveer 5,5 tot 8,5 centimeter en inclusief de staart is de lengte ongeveer 20 centimeter.
De lichaamskleur is bruin tot donkerbruin met aan weerszijden van de vrij platte rug twee brede lichtere tot bijna witte strepen, evenals een iets smallere streep op iedere onderzijde van de donker gekleurde flank, en een oranjegele buik. Juvenielen hebben een hemelsblauwe staart, maar er zijn meer soorten waarbij jongere dieren deze staartkleur hebben, zoals Plestiodon inexpectatus. De staart breekt gemakkelijk af als het dier wordt aangevallen, enige tijd later groeit een nieuwe staart aan.

## Levenswijze
Het voedsel bestaat uit ongewervelden zoals insecten die tussen de bladeren van de strooisellaag gezocht worden, want klimmen doet deze soort niet graag. De hagedis is dagactief maar leidt een verborgen bestaan vanwege het schuwe karakter en de vaste stek onder een steen of een holletje onder de grond. Bij het minste of geringste schiet het dier met veel geritsel in het hol om er lange tijd niet meer uit te komen. Plestiodon skiltonianus is een goede graver en maakt holletjes die tot enkele malen de eigen lengte zijn.
Er wordt een korte winterslaap gehouden, juvenielen beginnen daar later aan omdat ze in de nazomer worden geboren en ze zich eerst vol moeten proppen zodat ze genoeg reserves hebben om de winter te overleven. Na twee tot meestal drie jaar is de skink geslachtsrijp, de hagedis heeft een levensverwachting van ongeveer zes jaar.

## Verspreiding en habitat

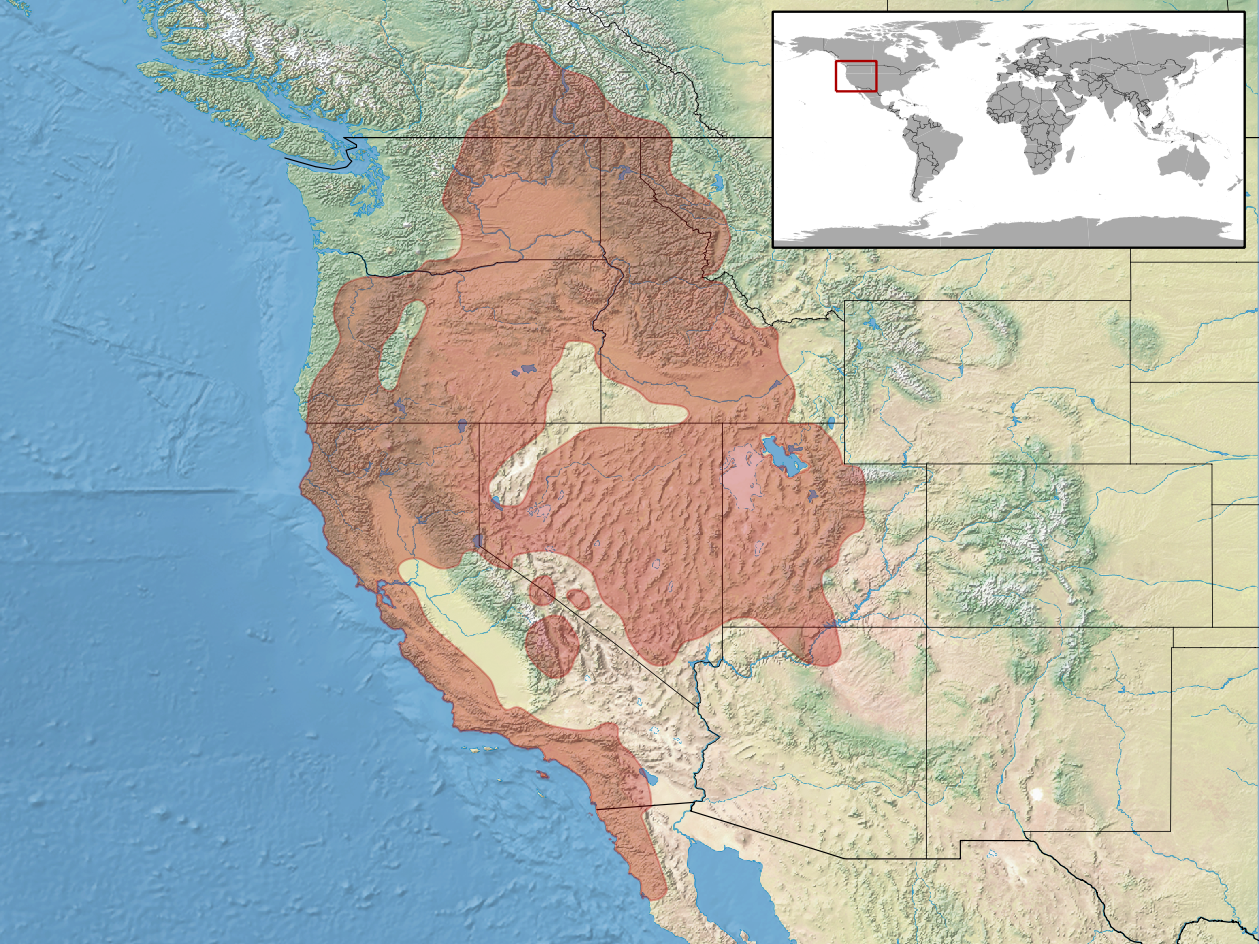
Verspreidingsgebied in het rood.

Plestiodon skiltonianus komt voor in delen van westelijk Noord-Amerika, in Canada (Brits-Columbia), Mexico (Baja California) en de Verenigde Staten. In de VS komt de soort voor in de staten Arizona, Californië, Idaho, Montana, Nevada, Oregon, Utah en Washington. Het is een van de weinige hagedissensoorten die tot in Canada voorkomt waar het vanwege het koele klimaat niet erg geschikt is voor reptielen. De ondersoort Plestiodon skiltonianus skiltonianus is de meest algemeen voorkomende, en is te vinden in het zuiden van Canada en in het deel van de Verenigde Staten ten westen van de Rocky Mountains.
De skink is niet gebonden aan een habitat, en is zowel in laaglanden als tot 2530 meter boven zeeniveau te vinden. Uitgestrekte gebieden met liefst lage vegetatie zoals steppen en prairies of gebieden met een zich net ontwikkelende vegetatie hebben de voorkeur. Liefst zoekt de hagedis wat vochtigere plaatsen op, maar kan ook worden gevonden op drogere hellingen, dichtbegroeide bossen worden gemeden.
Door de internationale natuurbeschermingsorganisatie IUCN wordt de hagedis als 'veilig' beschouwd (Least Concern of LC).